# Девушка за рулём
Девушка за рулём — седьмой студийный альбом группы «Дискотека Авария», вышедший в 2014 году.

## Об альбоме
Единственный альбом с участием вокалистки Анны Хохловой, расширившей творческие возможности группы. «Теперь великий стилизатор Рыжов может делать то, что никак не получалось в мужском составе: вторгаться на территорию „Бандэроса“, Бьянки, а то и Акулы, подражать советским песням с женским вокалом и использовать в текстах более напряжённые сюжеты, связанные с взаимоотношениями между полами».
Саунд-продюсером альбома выступил ChinKong (Владимир Чиняев), Гуру Кен положительно оценил сочетание музыкального материала группы и его аранжировок.

## Список композиций
Слова и музыка всех песен — А.Рыжов.
| №                   | Название                             | Длительность |
| ------------------- | ------------------------------------ | ------------ |
| 1.                  | «#Лайкми»                            | 3:30         |
| 2.                  | «Качели»                             | 3:47         |
| 3.                  | «В тишине»                           | 3:53         |
| 4.                  | «К.У.К.Л.А.»                         | 3:44         |
| 5.                  | «Девушка за рулём»                   | 4:00         |
| 6.                  | «Ноги-ноги»                          | 3:30         |
| 7.                  | «Самуи»                              | 3:41         |
| 8.                  | «Музыка электро» (совместно с E-not) | 3:54         |
| 9.                  | «После школы»                        | 2:36         |
| 10.                 | «До свиданья, лето!»                 | 4:45         |
| 11.                 | «В тишине (Радио версия)»            | 3:23         |
| Общая длительность: | Общая длительность:                  | 40:36        |

## Участники записей
- Алексей Рыжов — вокал, речитатив, клавишные, семплы, тексты, идеи, музыка, автор
- Алексей Серов — вокал, речитатив, идеи, автор
- Антон Цыганков — гитара, бэк-вокал
- Сергей Халф (DJ Legran) — DJ
- Анна Хохлова — вокал, бэк-вокал

- Дискотека Авария (1—11)
- E-not (8)

## Видеоклипы
| Дата выхода | Видеоклип        |
| ----------- | ---------------- |
| 2012        | Ноги-ноги        |
| 2012        | Музыка электро   |
| 2013        | К.У.К.Л.А.       |
| 2013        | #ЛайкМи          |
| 2013        | Качели           |
| 2014        | Девушка за рулём |
| 2015        | Самуи            |